# Montchal

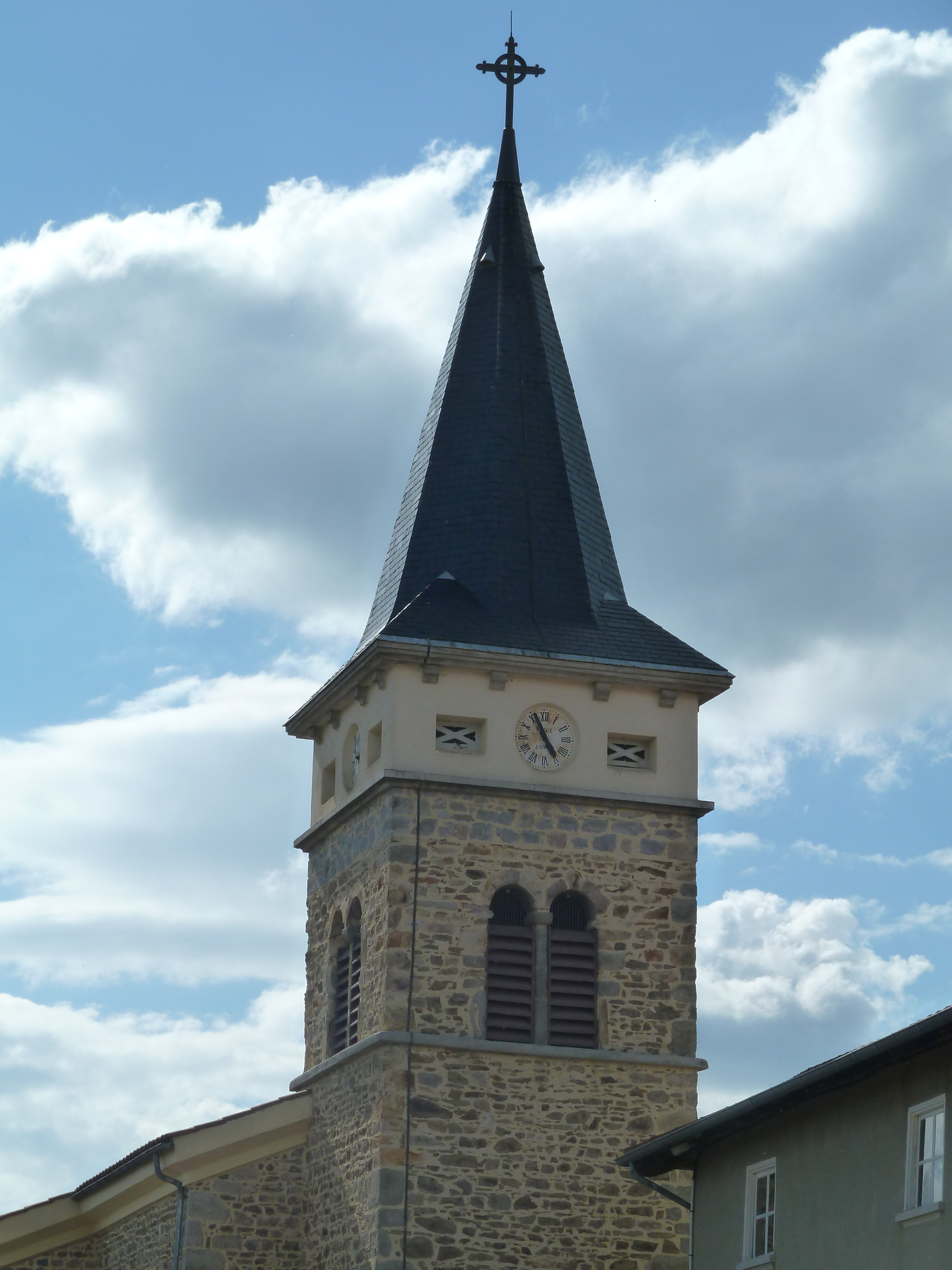
Glockenturm der Kirche von Montchal

Montchal ist eine französische Gemeinde im Bereich des Zentralmassivs und Département Loire in der Region Auvergne-Rhône-Alpes. Sie gehört zum Kanton Feurs und zum Arrondissement Montbrison. Sie grenzt im Norden und im Nordosten an Violay, im Südosten an Panissières, im Südwesten an Cottance und im Nordwesten an Sainte-Agathe-en-Donzy.

## Bevölkerungsentwicklung
| Jahr                       | 1962 | 1968 | 1975 | 1982 | 1990 | 1999 | 2008 | 2017 |
| -------------------------- | ---- | ---- | ---- | ---- | ---- | ---- | ---- | ---- |
| Einwohner                  | 543  | 493  | 468  | 470  | 391  | 425  | 455  | 492  |
| Quellen: Cassini und INSEE |      |      |      |      |      |      |      |      |